# Prangli
Prangli este o insulă estonă situată în Golful Finic la 26 km nord-est de capitala Tallinn. Ea face parte din comuna Viimsi, comitatul Harju și este insula principală dintr-un arhipelag care mai conține insulele Aksi, Tiirloo, Seinakari și Keri. Pe Prangli există trei așezări: Kelnase, Idaotsa și Lääneotsa. În 2017 avea o populație de 174 locuitori.
Insula se întinde pe o lungime de 4,6 km pe axa est-vest și de 4,4 km pe axa nord-sud. Relieful este jos, punctul cel mai înalt situându-se la o altitudine de 9 m deasupra nivelului mării. Flora este compusă în mare parte din pini și ienuperi, pădurile fiind concentrate în special în partea estică a insulei.
Primele mențiuni documentare despre insulă datează din 1387, atunci când purta denumirea de Rango. Primii coloniști ai insulei au venit din Suedia, în timp ce cultura estonă a început să se răspândească acolo în sec. XVII.
Kelnase posedă un port legat de Estonia continentală printr-o cursă de feribot spre localitatea Leppneeme. Farul de pe Prangli a fost construit în anul 1923.
În 1941 vaporul Eestirand a naufragiat în largul coastei insulei Prangli după un atac aerian german. Nava făcea parte din flota sovietică care transporta trupele evacuate din Tallinn spre Leningrad. Echipajul și recruții estoni au reușit să dezarmeze personalul militar sovietic de la bordul navei și să preia controlul asupra insulei, înălțând drapelul Republicii Estonia pe un pin înalt. Revolta a salvat aproximativ 2.700 de recruți, în mare parte estoni, de la mobilizare în Leningrad. După război s-a ridicat un memorial în cinstea victimelor naufragiului.

## Galerie

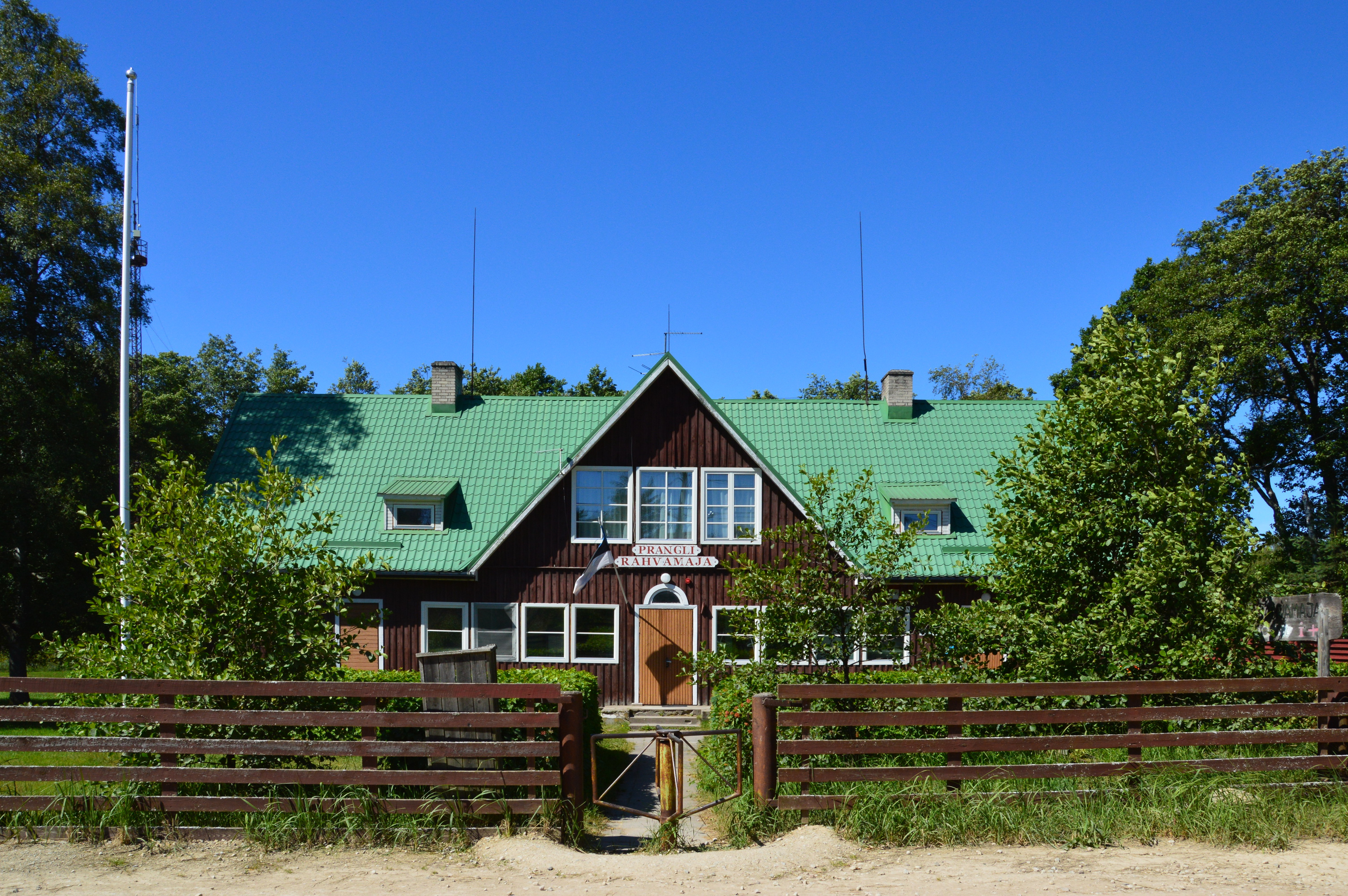
Casa de cultură
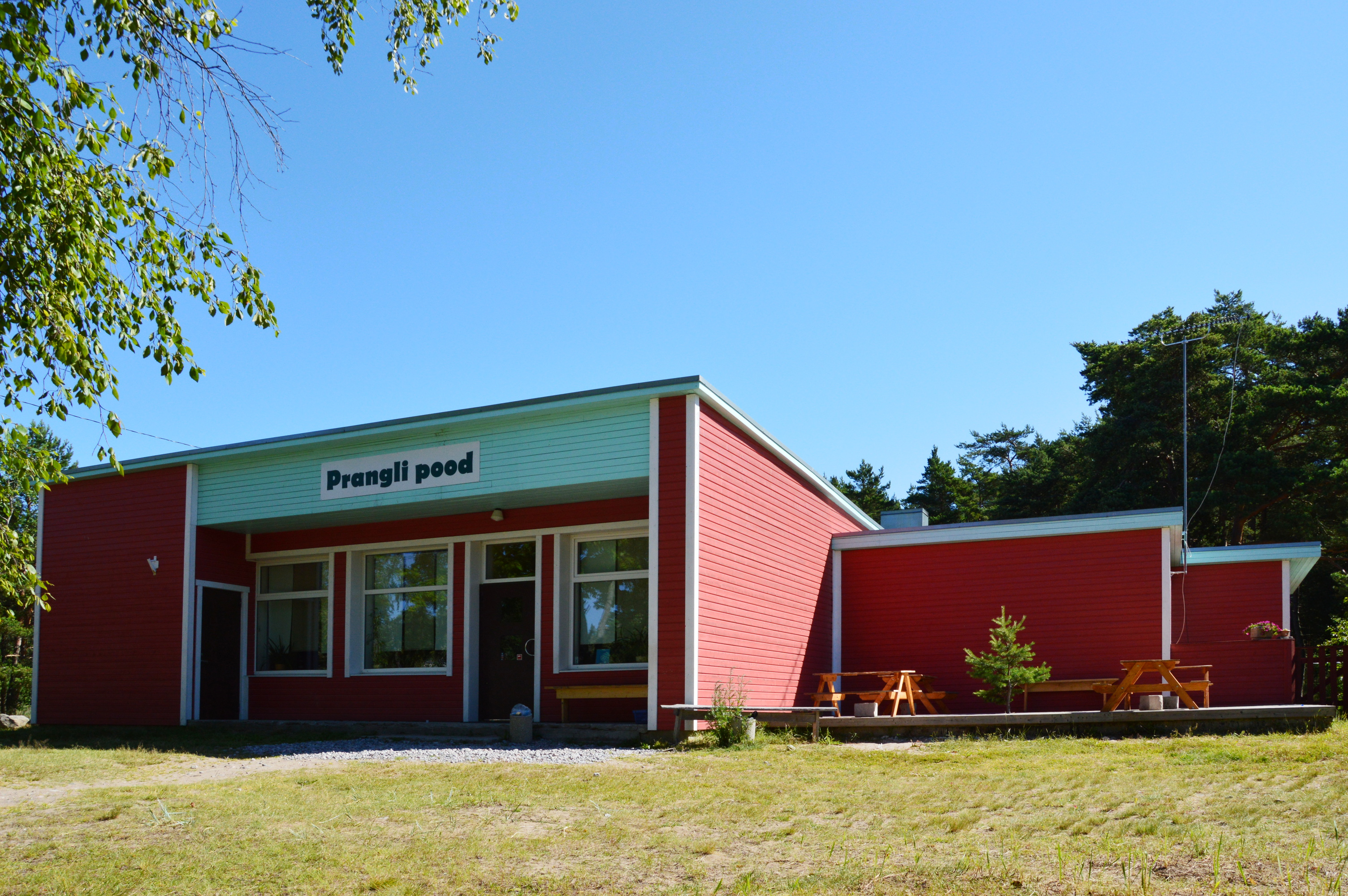
Magazinul local
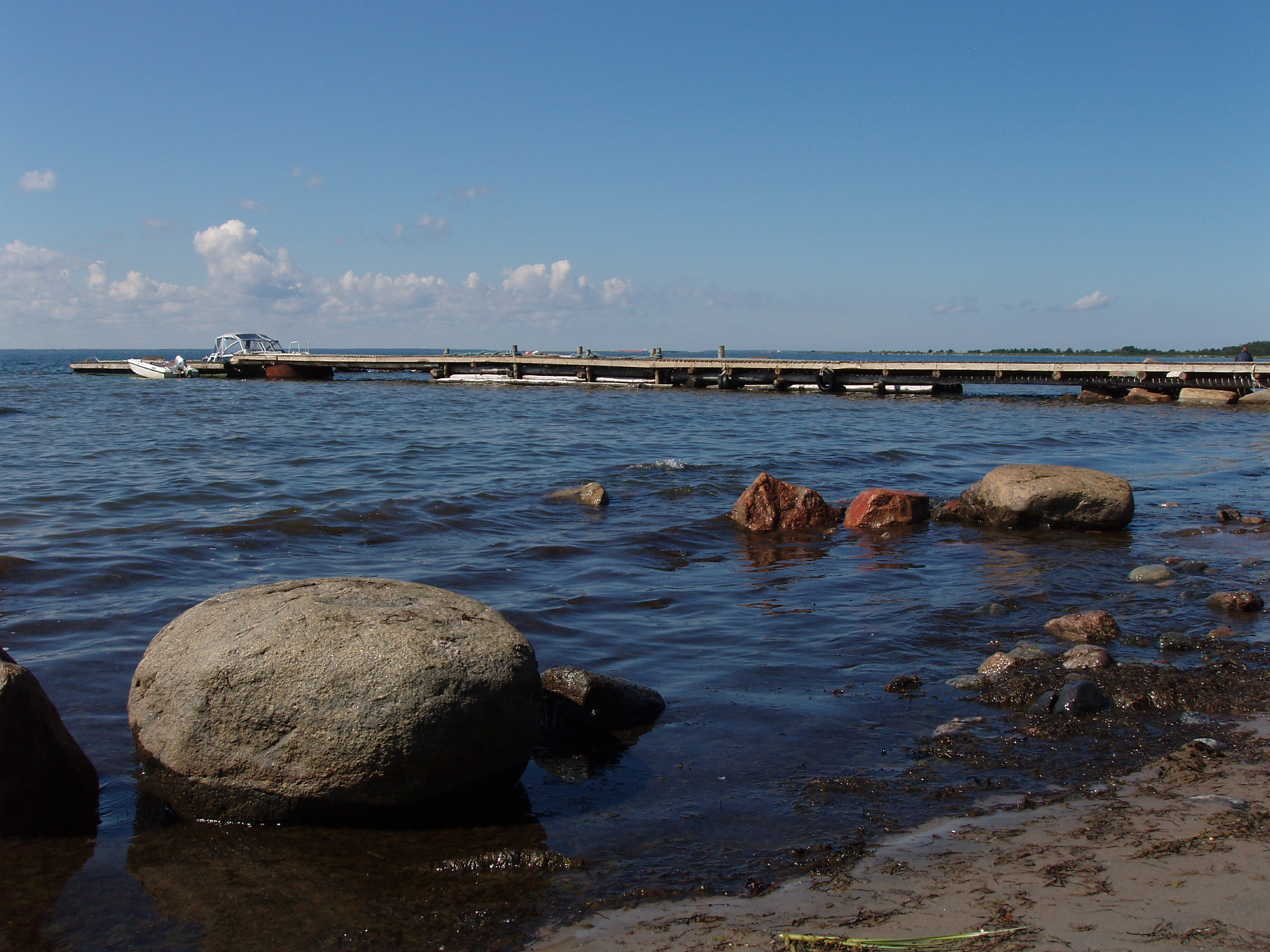
Portul Mälgi
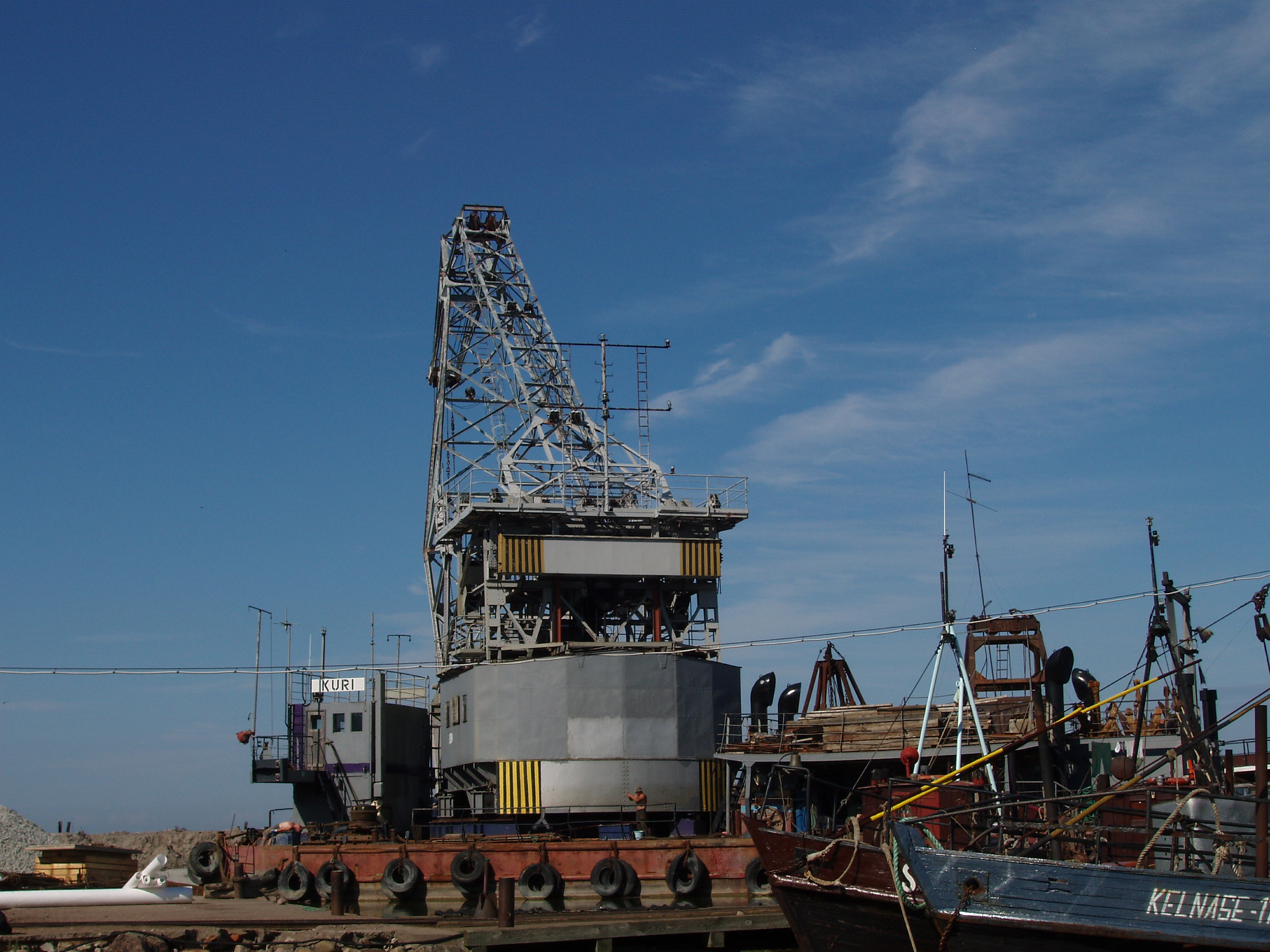
Portul Kelnase
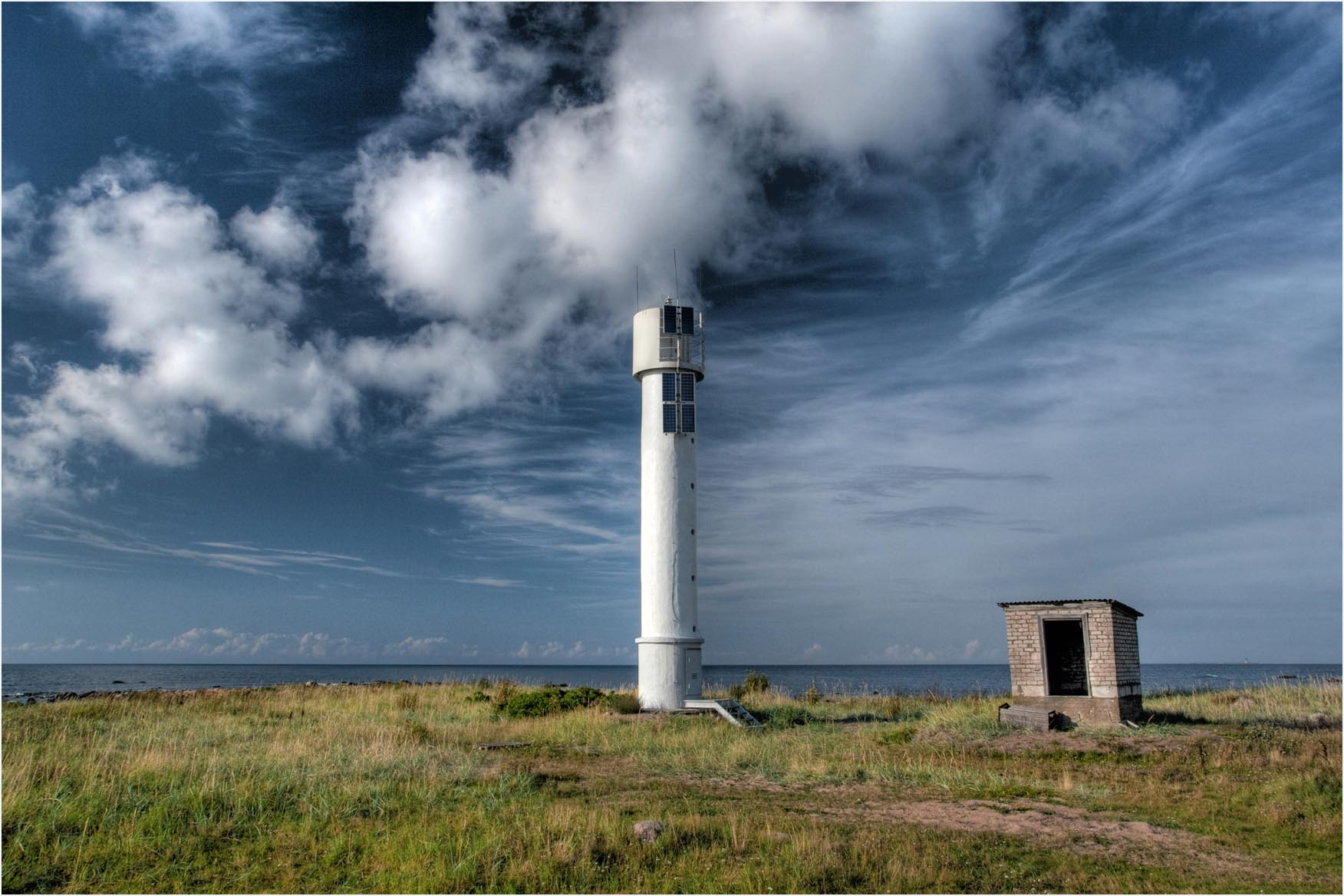
Farul Prangli
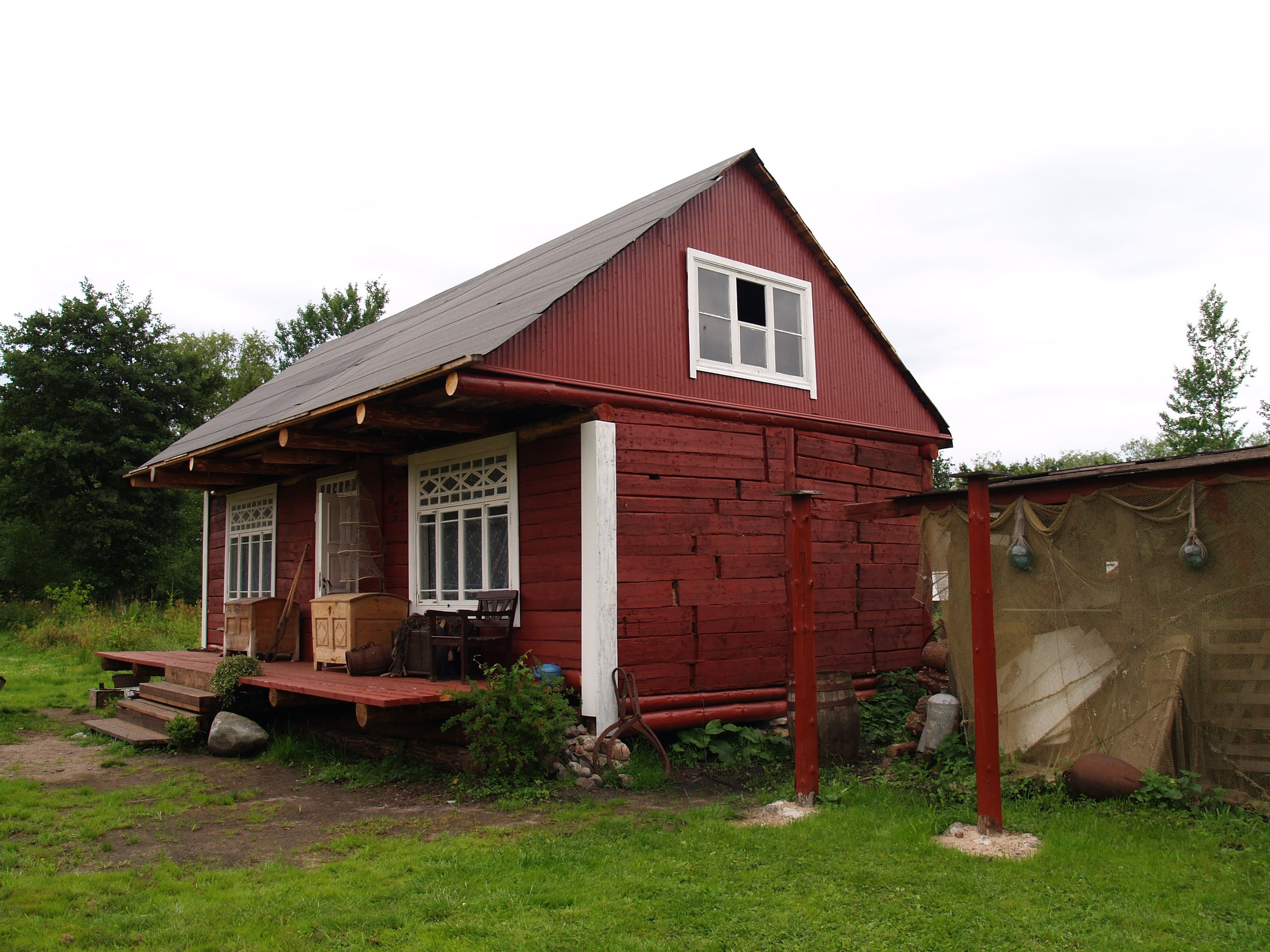
Muzeul
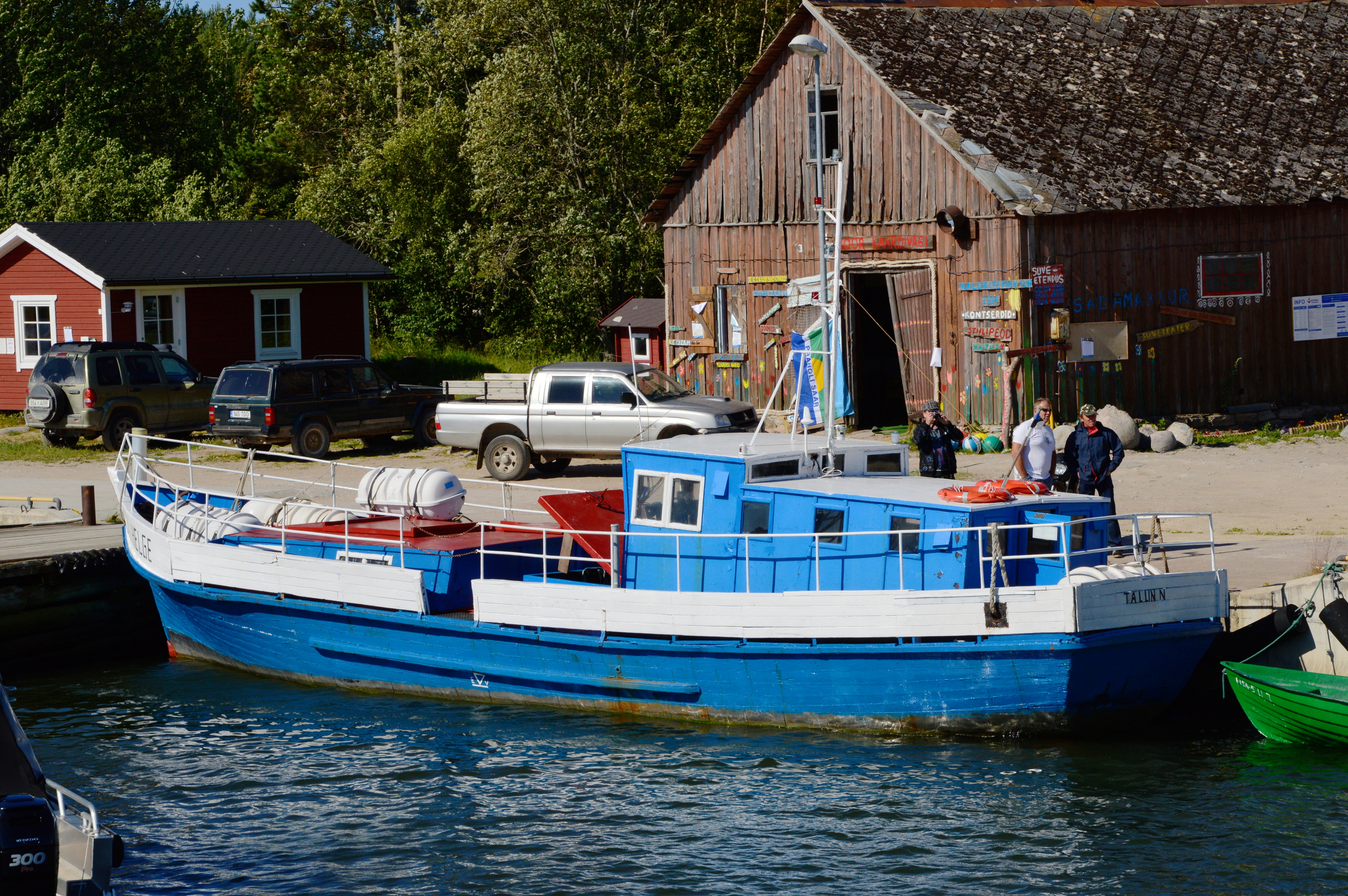
Nava Helge
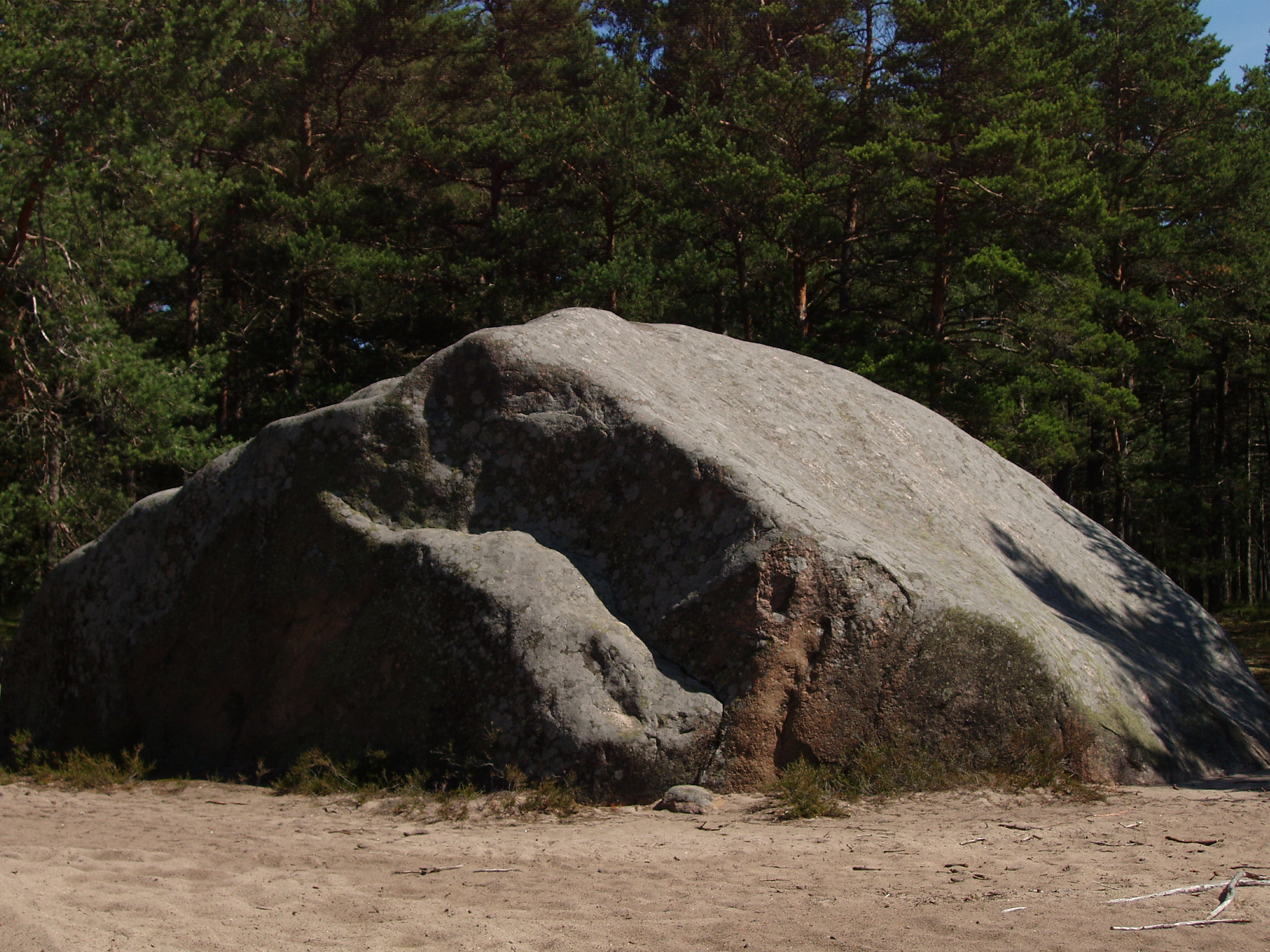
Bloc eratic
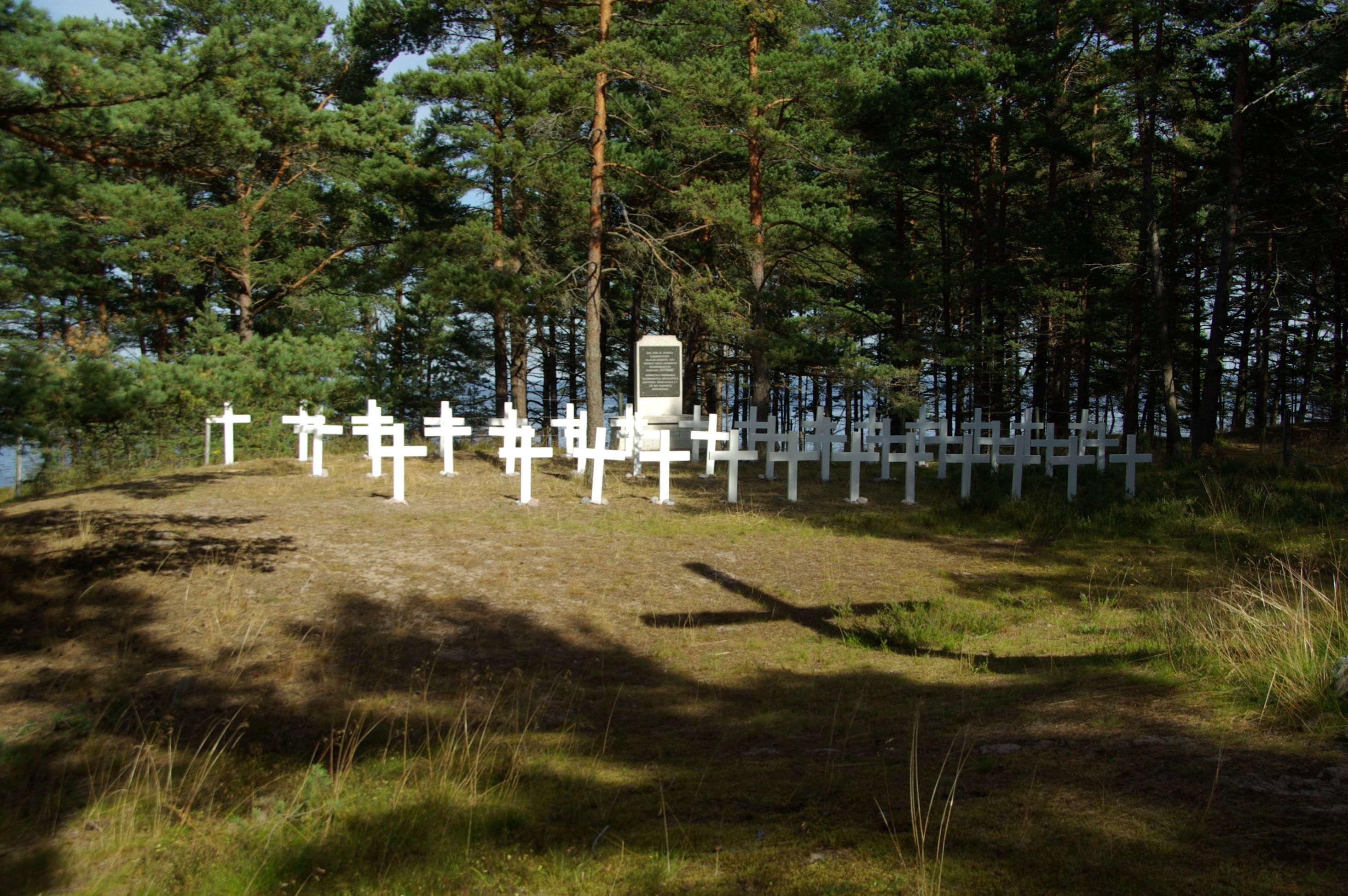
Memorialul Eestirand
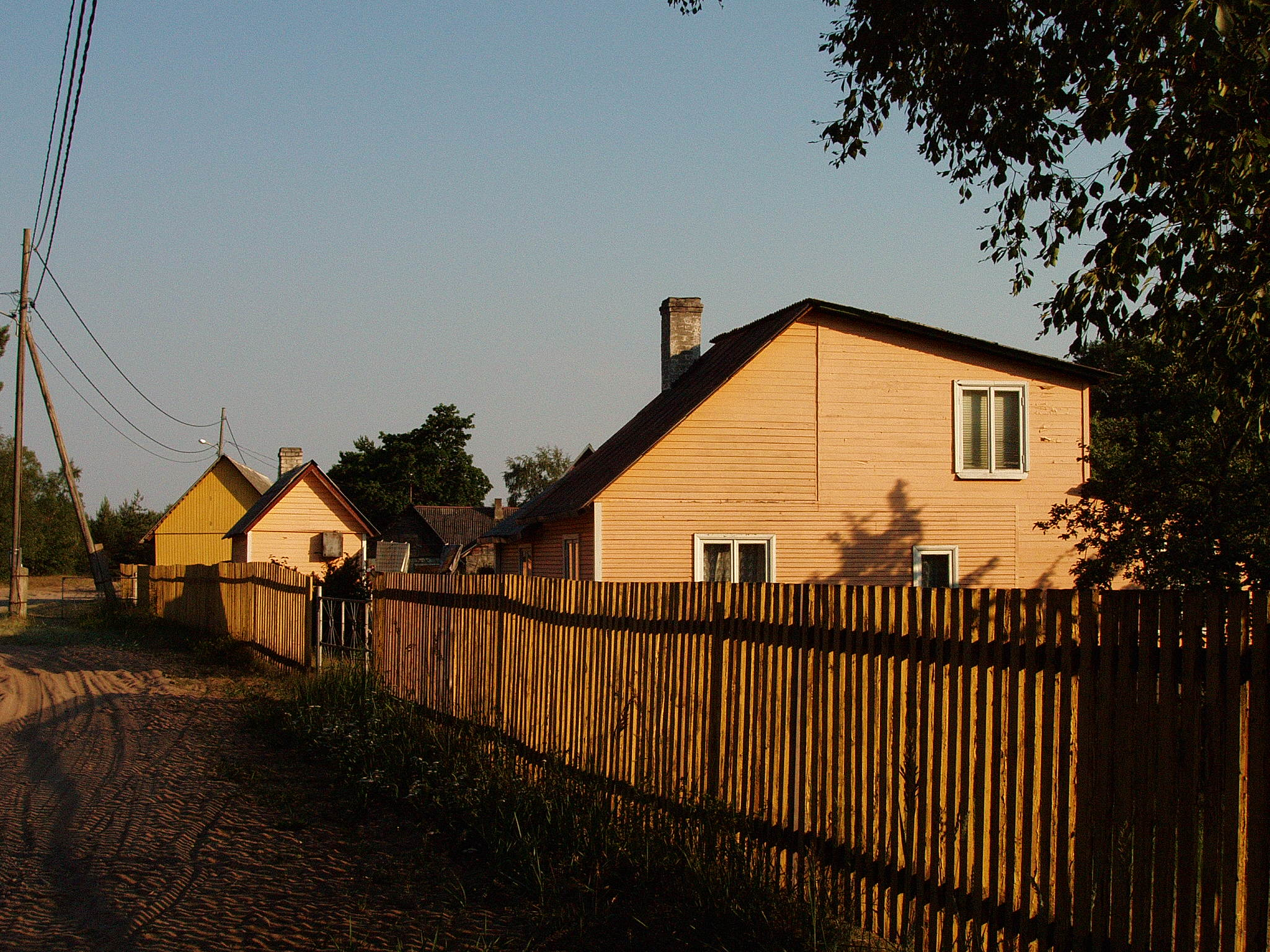
Clădiri pe Prangli
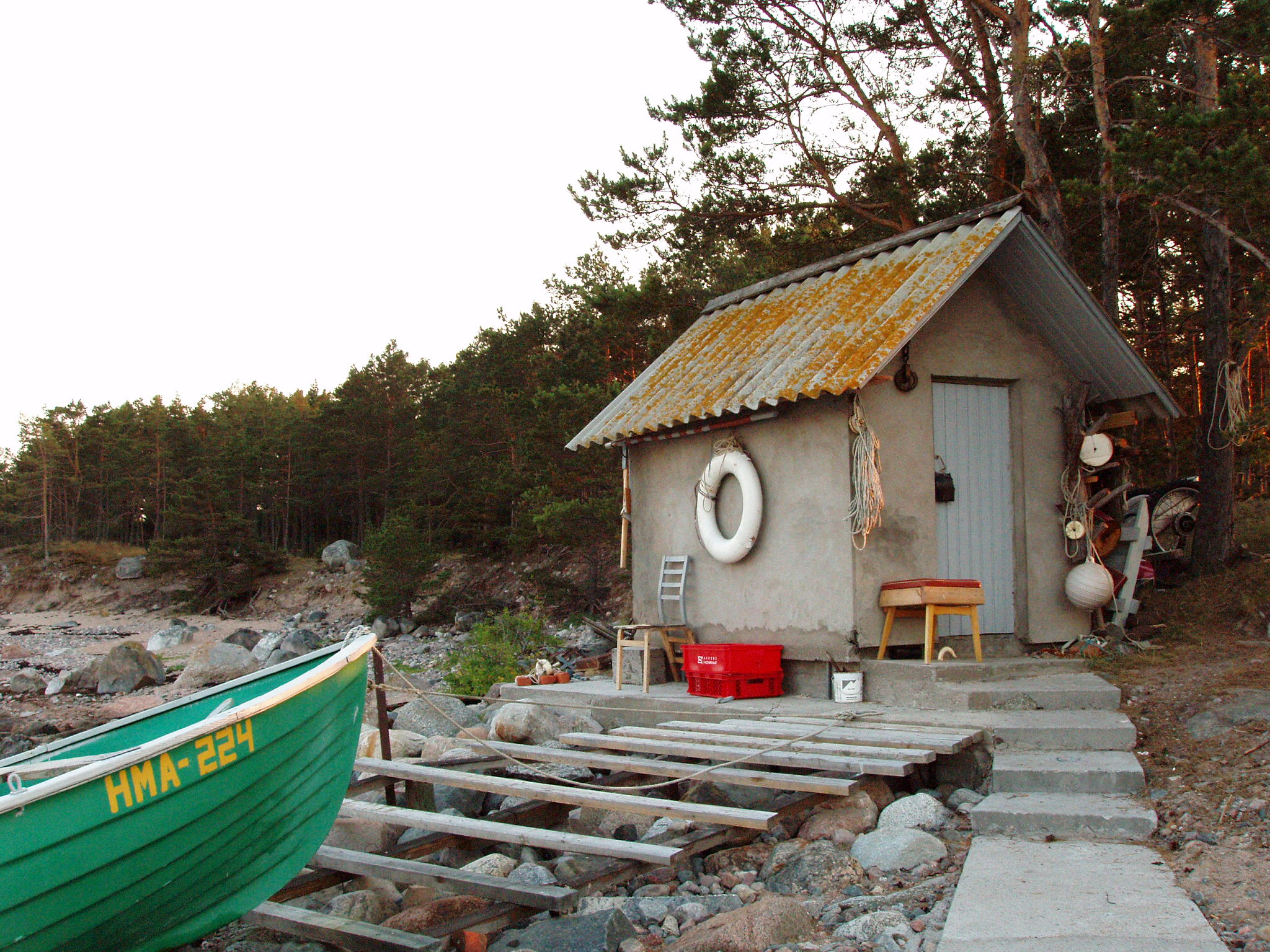
Colibă
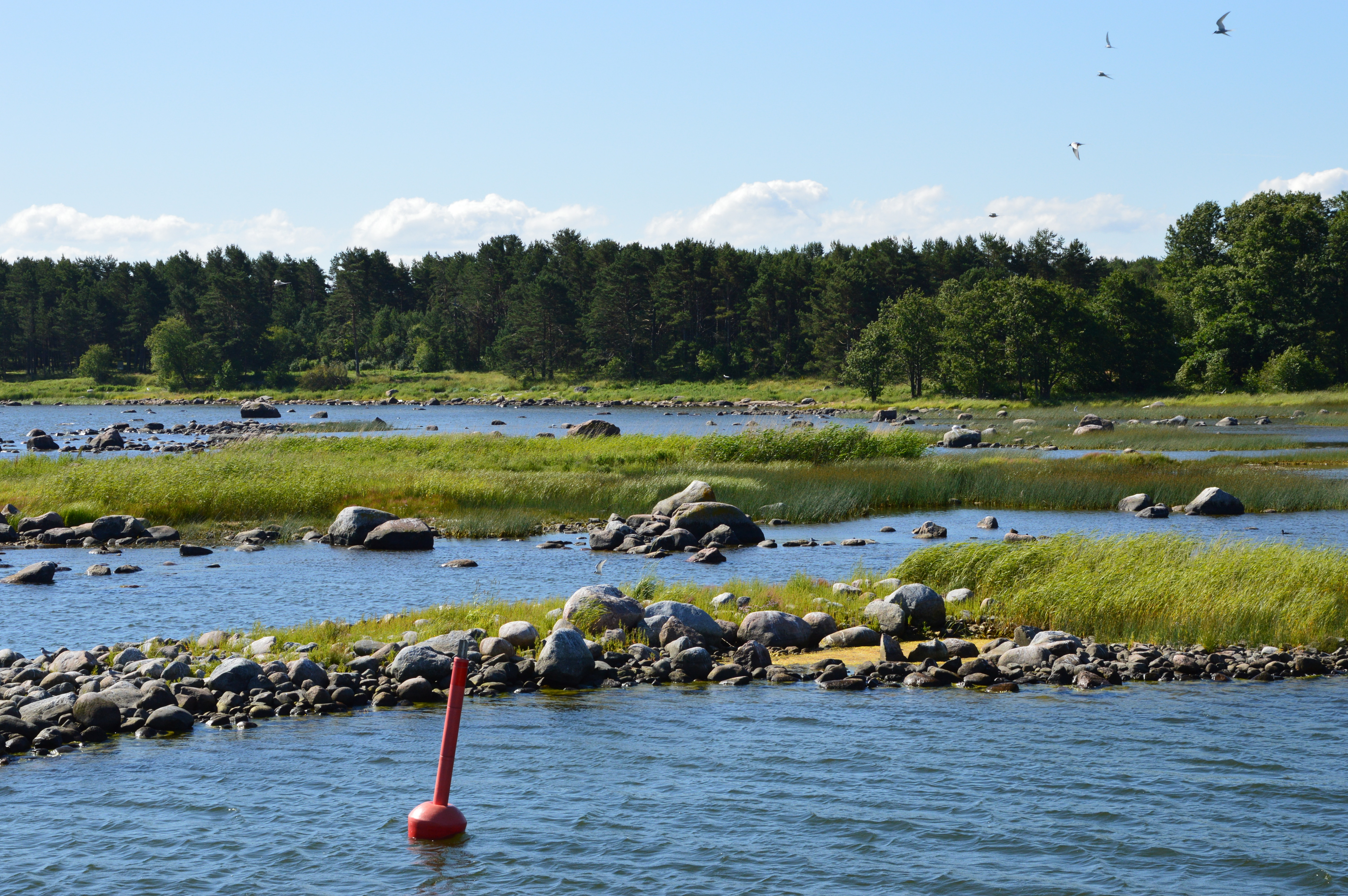
Țărmul insulei